# Гольдштейн, Ростислав Эрнстович
Ростисла́в Э́рнстович Гольдште́йн (идиш ראסטיסלאװ גאלדשטײן‎; род. 15 марта 1969, Селижарово, Калининская область) — российский государственный и политический деятель. Временно исполняющий обязанности Главы Республики Коми с 5 ноября 2024 года. 
Губернатор Еврейской автономной области с 22 сентября 2020 года по 5 ноября 2024 года (врио 12 декабря 2019 — 22 сентября 2020). Депутат Государственной думы V и VI созывов (2007—2015). Член Совета Федерации Федерального собрания Российской Федерации от исполнительной власти Еврейской автономной области с 22 сентября 2015 года по 23 декабря 2019 года. Бывший заместитель председателя Государственного совета Республики Коми (2007).

## Биография
Родился 15 марта 1969 года в Селижарово Калининской области.
Среднюю школу окончил на Сахалине. В 1986 году работал слесарем на Сахалинской ГРЭС. В 1987—1989 годах служил в армии. После военной службы продолжил работать на Сахалинской ГРЭС, затем монтажником Южно-Сахалинского монтажного управления треста «Дальэнергомонтаж». После переезда в Ухту работал водителем в АО «Северпрогресс» (1990—1991) и на совместном предприятии «АмКоми» (1991—1992).
В 1990 году женился, с начала 1990-х годов вместе с супругой занимался частным бизнесом. В 1995 году окончил Академию экономики и права (Рязань) по специальности «Административно-хозяйственное право и экономика». В 2001—2004 годах — генеральный директор торгового дома «Гольдштейн».
В 2003 году избран депутатом Государственного совета Республики Коми по Тиманскому избирательному округу № 23. С 23 сентября 2004 года — председатель Комитета Госсовета Республики Коми по социальной политике. В 2007 году избран депутатом Государственного совета Республики Коми по Ярегскому одномандатному избирательному округу № 13, являлся заместителем председателя Госсовета Республики Коми.
В декабре 2007 года избран депутатом Государственной думы V созыва по партийным спискам «Единой России» (передан мандат Романа Зенищева, отказавшегося от места в Госдуме). Вошёл в состав фракции «Единой России». Являлся заместителем председателя Комитета по проблемам Севера и Дальнего Востока.
В 2012 году избран депутатом Государственной думы VI созыва от региональной группы № 31 (Амурская область, передан мандат Г. А. Зражевского, полученный от Р. Ю. Романенко, которому, в свою очередь, он был передан от О. Н. Кожемяко).
В 2015 году назначен сенатором от исполнительной власти ЕАО.
В 2007 году окончил Университет Российской академии образования, в 2009 году — Северо-Западную академию государственной службы по специальности «Менеджер». С июня 2019 года по август 2020 года проходил обучение в третьем потоке программы развития кадрового управленческого резерва в Российской академии народного хозяйства и государственной службы при президенте Российской Федерации — так называемой «Школе губернаторов».

### Глава Еврейской автономной области
12 декабря 2019 года Президент Российской Федерации назначил Гольдштейна временно исполняющим обязанности губернатора Еврейской автономной области. Полномочия члена Совета Федерации были досрочно прекращены 23 декабря 2019 года.
В ходе Единого дня голосования в сентябре 2020 года одержал победу на выборах губернатора Еврейской автономной области, набрав 82,5 % голосов при явке 73,02 % от общего числа зарегистрированных избирателей. Вступил в должность 22 сентября 2020 года.

### Глава Республики Коми
5 ноября 2024 года подал в отставку с должности губернатора Еврейской автономной области в связи с назначением временно исполняющим обязанности Главы Республики Коми.

## Семья и личная жизнь
Супруга — Галина Даниловна, у пары есть дочь Анна. По официальным данным, за 2011 год он вместе с супругой получил доход в размере 29,6 млн рублей. Семье принадлежат 4 земельных участка общей площадью более 17 тыс. квадратных метров, 5 квартир, несколько нежилых зданий и помещений общей площадью 11,3 тыс. квадратных метров, 38 различных автомобилей и транспортных средств.
Кандидат в мастера спорта по боксу.

## Награды
- Медаль ордена «За заслуги перед Отечеством» II степени (2019)[4].
- Благодарность Президента Российской Федерации[19].
- Почётная грамота Совета Федерации Федерального Собрания Российской Федерации.

## Санкции
С 21 июня 2018 года находится под персональными санкциями Украины.